# Lista monumentelor istorice din județul Brașov - R

Simbol pentru monumentele istorice

Lista monumentelor istorice din județul Brașov - R cuprinde monumentele istorice înscrise în Patrimoniul cultural național al României și aflate în localități ce încep cu litera R din județul Brașov.
Lista completă este menținută și actualizată periodic de către Ministerul Culturii, Cultelor și Patrimoniului Național din România, prin intermediul Institutului Național al Patrimoniului, ultima versiune datând din 2015. Această listă cuprinde și actualizările ulterioare, realizate prin ordin al ministrului culturii.
| Cod LMI                                  | Denumire | Localitate                   | Localizare | Datare, Creatori                         | Imagine               | Erori             |
| ---------------------------------------- | --- | ---------------------------- | --- | ---------------------------------------- | --------------------- | ----------------- |
| BV-I-s-A-11283 (RAN: 40376.01, 40376.02) | Castrul roman Cumidava | oraș Râșnov                  | „Grădiștea”, „La Cetate” („Erdenburg”), la cca. 3 km N-NV de oraș, vis-a-vis de Gara C.F.R., cca. 450 m în dreapta râului Bârsa 45.6187°N 25.44074°E | sec. II - III p. Chr., Epoca romană      |                       | Raportează eroare |
| BV-I-s-A-11284 (RAN: 40376.02)           | Situl arheologic de la Râșnov | oraș Râșnov                  | „Dealul Cetății” („Grădina Cetății”) |                                          |                       | Raportează eroare |
| BV-I-m-A-11284.01 (RAN: 40376.02.02)     | Fortificație medievală | oraș Râșnov                  | „Dealul Cetății” („Grădina Cetății”) 45.59056°N 25.46944°E                                                                                           | Epoca medievală                          |                       | Raportează eroare |
| BV-I-m-A-11284.02 (RAN: 40376.02.01)     | Fortificație dacică | oraș Râșnov                  | „Dealul Cetății” („Grădina Cetății”) 45.59056°N 25.46944°E                                                                                           | sec. III a. Chr.-I p. Chr., Latène       | Încarcă foto \| video | Raportează eroare |
| BV-I-s-B-11289 (RAN: 40401.01)           | Situl arheologic de la Rupea | oraș Rupea                   | Pădurea lui Grigore („Grigoriwald”); „Valea Florilor” („Blumenthal”)                                                                                 |                                          | Încarcă foto \| video | Raportează eroare |
| BV-I-m-B-11289.01 (RAN: 40401.01.01)     | Așezare romană | oraș Rupea                   | Pădurea lui Grigore („Grigoriwald”); „Valea Florilor” („Blumenthal”), lângă localitate                                                               | sec. II - III p. Chr., Epoca romană      | Încarcă foto \| video | Raportează eroare |
| BV-I-m-B-11289.02 (RAN: 40401.01.02)     | Saline romane | oraș Rupea                   | Pădurea lui Grigore („Grigoriwald”); „Valea Florilor” („Blumenthal”), lângă localitate                                                               |                                          | Încarcă foto \| video | Raportează eroare |
| BV-I-s-A-11282 (RAN: 41710.01)           | Situl arheologic de la Racoș | sat Racoș; comuna Racoș      | „Dealul Vărăriei” („Dealul Cornului”) 46.0233°N 25.4206°E                                                                                            |                                          | Încarcă foto \| video | Raportează eroare |
| BV-I-m-A-11282.01 (RAN: 41710.01.02)     | Fortificație hallstattiană | sat Racoș; comuna Racoș      | „Dealul Vărăriei” („Dealul Cornului”), la 1 km S-SV de sat 46.01°N 25.42667°E                                                                        | Hallstatt                                | Încarcă foto \| video | Raportează eroare |
| BV-I-m-A-11282.02 (RAN: 41710.01.01)     | Fortificație dacică | sat Racoș; comuna Racoș      | „Dealul Vărăriei” („Dealul Cornului”), la 1 km S-SV de sat 46.01°N 25.42667°E                                                                        | sec. I a. Chr.-I p. Chr., Latène         | Încarcă foto \| video | Raportează eroare |
| BV-I-s-B-11285 (RAN: 40740.01)           | Situl arheologic de la Roadeș | sat Roadeș; comuna Bunești   | „Dealul Cetății” („Burgberg”) |                                          | Încarcă foto \| video | Raportează eroare |
| BV-I-m-B-11285.01 (RAN: 40740.01.01)     | Fortificație hallstattiană | sat Roadeș; comuna Bunești   | „Dealul Cetății” („Burgberg”), la 1 km N de sat, în extravilanul satelor Archita, Beia și Roadeș                                                     | Hallstatt                                | Încarcă foto \| video | Raportează eroare |
| BV-I-m-B-11285.02 (RAN: 40740.01.02)     | Fortificație | sat Roadeș; comuna Bunești   | „Dealul Cetății” („Burgberg”), la 1 km N de sat, în extravilanul satelor Archita, Beia și Roadeș                                                     | sec. II a. Chr. - sec. I p. Chr., Latène | Încarcă foto \| video | Raportează eroare |
| BV-I-s-B-11286 (RAN: 40982.01)           | Situl arheologic de la Rotbav | sat Rotbav; comuna Feldioara | „Căldărușe” |                                          | Încarcă foto \| video | Raportează eroare |
| BV-I-m-B-11286.01 (RAN: 40982.01.04)     | Așezare | sat Rotbav; comuna Feldioara | „Căldărușe”, pe terasa Oltului | sec. VIII - IX, Epoca medievală timpurie | Încarcă foto \| video | Raportează eroare |
| BV-I-m-B-11286.02 (RAN: 40982.01.03)     | Așezare | sat Rotbav; comuna Feldioara | „Căldărușe”, pe terasa Oltului | sec. III - IV p. Chr., Epoca migrațiilor | Încarcă foto \| video | Raportează eroare |
| BV-I-m-B-11286.03 (RAN: 40982.01.02)     | Așezare dacică | sat Rotbav; comuna Feldioara | „Căldărușe”, pe terasa Oltului | sec. IV a. Chr.-I p. Chr., Latène        | Încarcă foto \| video | Raportează eroare |
| BV-I-m-B-11286.04 (RAN: 40982.01.01)     | Așezare hallstattiană | sat Rotbav; comuna Feldioara | „Căldărușe”, pe terasa Oltului | Hallstatt                                | Încarcă foto \| video | Raportează eroare |
| BV-I-s-B-11287 (RAN: 40982.02)           | Așezare | sat Rotbav; comuna Feldioara | „Părăuț”, pe terasa Oltului 45.83333°N 25.55°E | Epoca bronzului                          | Încarcă foto \| video | Raportează eroare |
| BV-I-s-B-11288 (RAN: 40982.03)           | Așezare | sat Rotbav; comuna Feldioara | „Unghiul gardului”, pe terasa Oltului | Epoca bronzului                          | Încarcă foto \| video | Raportează eroare |
| BV-II-a-A-11755 (RAN: 40376.11)          | Cetatea Râșnovului | oraș Râșnov                  | La sud de localitate, pe Dealul Cetății 45.59055°N 25.47046°E                                                                                        | sec. XIV - XVIII                         | Alte imagini          | Raportează eroare |
| BV-II-m-A-11755.01 (RAN: 40376.11.01)    | Dubla incintă de vest, cu turnuri, barbacane, zwinger, casa paznicului, încăperi pentru provizii și capelă (păstrate fragmentar), fântână | oraș Râșnov                  | La sud de localitate, pe Dealul Cetății 45.59031°N 25.46975°E                                                                                        | sec. XIV - XVIII                         |                       | Raportează eroare |
| BV-II-m-A-11755.02 (RAN: 40376.11.02)    | Incinta de est, cu turn de poartă și capelă (păstrată fragmentar)                                                                         | oraș Râșnov                  | La sud de localitate, pe Dealul Cetății 45.59333°N 25.46167°E                                                                                        | sec. XIV - XVIII                         |                       | Raportează eroare |
| BV-II-a-B-11756 (RAN: 40376.12)          | Ansamblul „Str. Ion Luca Caragiale” | oraș Râșnov                  | Str. Caragiale Ion Luca, între str. Izvorului și str. Cloșca, ambele laturi ale străzii.                                                             | sec. XVIII - XIX                         | Încarcă foto \| video | Raportează eroare |
| BV-II-a-B-11757 (RAN: 40376.13)          | Ansamblul „Str. Cetății și str. Romulus Cristoloveanu”                                                                                    | oraș Râșnov                  | Str. Cetății, str. Romulus Cristoloveanu, ambele laturi ale străzilor 45.58387°N 25.46186°E                                                          | sec. XVIII - XIX                         | Alte imagini          | Raportează eroare |
| BV-II-a-B-11758 (RAN: 40376.14)          | Ansamblul „Str. Florilor” | oraș Râșnov                  | Str. Florilor, între str. Armata Română și str. Mihai Viteazul, ambele laturi ale străzii                                                            | sec. XVIII - XIX                         | Încarcă foto \| video | Raportează eroare |
| BV-II-a-B-11759 (RAN: 40376.15)          | Ansamblul „Pe Dobrice” | oraș Râșnov                  | Str. Horea, str. Cloșca, str. Crișan, ambele laturi ale străzilor                                                                                    | sec. XVIII - XIX                         | Încarcă foto \| video | Raportează eroare |
| BV-II-a-B-11760 (RAN: 40376.16)          | Ansamblul „Piața Unirii” | oraș Râșnov                  | Piața Unirii, nr. 1-22 | sec. XVIII - XIX                         |                       | Raportează eroare |
| BV-II-a-B-11761 (RAN: 40376.17)          | Ansamblul „Str. Ion Creangă” | oraș Râșnov                  | Str. Creangă Ion, ambele laturi ale străzii | sec. XVIII - XIX                         | Încarcă foto \| video | Raportează eroare |
| BV-II-a-B-20902                          | Ansamblul „Str. Republicii” | oraș Râșnov                  | Str. Republicii, ambele laturi ale străzii | sec. XVIII - XIX                         | Alte imagini          | Raportează eroare |
| BV-II-m-A-11762 (RAN: 40376.10)          | Biserica „Sf. Nicolae” | oraș Râșnov                  | Str. Cristoloveanu Romulus 14 45.58358°N 25.46327°E                                                                                                  | 1384, ref. sec. XVIII-XIX                | Alte imagini          | Raportează eroare |
| BV-II-a-A-11763 (RAN: 40376.09)          | Ansamblul bisericii evanghelice | oraș Râșnov                  | Str. Republicii 1 45.59068°N 25.46826°E | sec. XIII - XVIII                        | Alte imagini          | Raportează eroare |
| BV-II-m-A-11763.01 (RAN: 40376.09.01)    | Biserica evanghelică „Sf. Matthias” | oraș Râșnov                  | Str. Republicii 1 | sec. XIII - XVIII                        |                       | Raportează eroare |
| BV-II-m-A-11763.02 (RAN: 40376.09.02)    | Zid de incintă | oraș Râșnov                  | Str. Republicii 1 | sec. XIII - XVIII                        |                       | Raportează eroare |
| BV-II-a-A-11769 (RAN: 40401.09)          | Cetatea Rupea (Cetatea Cohalmului) | oraș Rupea                   | La vest de localitate, pe Dealul Cohalmului 46.0371°N 25.21216°E                                                                                     | sec. XIV - XVII                          | Alte imagini          | Raportează eroare |
| BV-II-m-A-11769.01 (RAN: 40401.09.01)    | Incinta superioară, cu capelă și încăperi pentru provizii (păstrate parțial)                                                              | oraș Rupea                   | La vest de localitate, pe Dealul Cohalmului 46.04055°N 25.22667°E                                                                                    | sec. XIV - XVII                          |                       | Raportează eroare |
| BV-II-m-A-11769.02 (RAN: 40401.09.02)    | Incinta mediană, cu turnuri și încăperi pentru provizii                                                                                   | oraș Rupea                   | La vest de localitate, pe Dealul Cohalmului 46.04055°N 25.22667°E                                                                                    | sec. XIV - XVII                          |                       | Raportează eroare |
| BV-II-m-A-11769.03 (RAN: 40401.09.03)    | Incinta inferioară, cuturnuri, turn de poartă, fântână, anexe                                                                             | oraș Rupea                   | La vest de localitate, pe Dealul Cohalmului 46.04055°N 25.22667°E                                                                                    | sec. XIV - XVIII                         |                       | Raportează eroare |
| BV-II-a-B-11770 (RAN: 40401.10)          | Ansamblul „Str. Cetății” | oraș Rupea                   | Str. Cetății, între Cimitirul Evanghelic și Blocuri, ambele laturi ale străzii                                                                       | sec. XVIII - XIX                         | Alte imagini          | Raportează eroare |
| BV-II-a-B-11771 (RAN: 40401.11)          | Ansamblul „Str. Republicii” | oraș Rupea                   | Str. Republicii, ambele laturi ale străzii | sec. XVIII - XIX                         | Alte imagini          | Raportează eroare |
| BV-II-m-B-11772 (RAN: 40401.08)          | Casă | oraș Rupea                   | Str. Republicii 104 | sec. XVII,1870                           | Alte imagini          | Raportează eroare |
| BV-II-m-B-11773                          | Casă | oraș Rupea                   | Str. Republicii 117 | 1860                                     |                       | Raportează eroare |
| BV-II-a-A-11774 (RAN: 40401.07)          | Ansamblul bisericii evanghelice | oraș Rupea                   | Str. Republicii 147 | sec. XV - XVIII                          | Alte imagini          | Raportează eroare |
| BV-II-m-A-11774.01 (RAN: 40401.07.01)    | Biserica evanghelică | oraș Rupea                   | Str. Republicii 147 | sec. XV - XVIII                          |                       | Raportează eroare |
| BV-II-m-A-11774.02 (RAN: 40401.07.02)    | Zid de incintă cu turn-clopotniță | oraș Rupea                   | Str. Republicii 147 | sec. XVIII                               |                       | Raportează eroare |
| BV-II-a-B-11753                          | Ansamblul bisericii reformate | sat Racoș; comuna Racoș      | Str. Elisabeta 435 | sec. XIX                                 |                       | Raportează eroare |
| BV-II-m-B-11753.01                       | Biserica reformată | sat Racoș; comuna Racoș      | Str. Elisabeta 435 | 1825 - 1831                              |                       | Raportează eroare |
| BV-II-m-B-11753.02                       | Zid de incintă | sat Racoș; comuna Racoș      | Str. Elisabeta 435 | sec. XIX                                 | Încarcă foto \| video | Raportează eroare |
| BV-II-a-A-11754 (RAN: 41710.05)          | Ansamblul castelului Sükösd-Bethlen | sat Racoș; comuna Racoș      | Str. Principală 137 46.02356°N 25.40849°E | sec. XVI - XVIII                         | Alte imagini          | Raportează eroare |
| BV-II-m-A-11754.01 (RAN: 41710.05.01)    | Castelul Sükösd-Bethlen | sat Racoș; comuna Racoș      | Str. Principală 137 | 1624 - 1700                              |                       | Raportează eroare |
| BV-II-m-A-11754.03                       | Incintă bastionară | sat Racoș; comuna Racoș      | Str. Principală 137 | sec. XVI - XVII                          |                       | Raportează eroare |
| BV-II-m-A-11764 (RAN: 41444.02)          | Biserica „Cuvioasa Paraschiva” de Sus | sat Râușor; comuna Mândra    | 125 | 1698                                     |                       | Raportează eroare |
| BV-II-m-B-11765 (RAN: 41444.03)          | Biserica „Cuvioasa Paraschiva” de Jos | sat Râușor; comuna Mândra    | 134 | 1782 - 1793                              |                       | Raportează eroare |
| BV-II-a-A-11766 (RAN: 40740.03)          | Ansamblul bisericii evanghelice fortificate                                                                                               | sat Roadeș; comuna Bunești   | 3 46.12805°N 25.1075°E | sec. XIV - XVII                          | Alte imagini          | Raportează eroare |
| BV-II-m-A-11766.01 (RAN: 40740.03.02)    | Biserica evanghelică fortificată | sat Roadeș; comuna Bunești   | 3 | sec. XIV - XVI                           |                       | Raportează eroare |
| BV-II-m-A-11766.02 (RAN: 40740.03.01)    | Incintă fortificată, cu drum de apărare, trei turnuri, acces fortificat și zwingere                                                       | sat Roadeș; comuna Bunești   | 3 | sec. XV - XVII                           |                       | Raportează eroare |
| BV-II-a-A-11767 (RAN: 41989.04)          | Ansamblul bisericii evanghelice fortificate                                                                                               | sat Rodbav; comuna Șoarș     | 115 45.9128°N 24.8745°E | sec. XIII-XIX                            | Alte imagini          | Raportează eroare |
| BV-II-m-A-11767.01 (RAN: 41989.04.02)    | Biserica evanghelică | sat Rodbav; comuna Șoarș     | 115 | sec. XIII-XIX                            |                       | Raportează eroare |
| BV-II-m-A-11767.02 (RAN: 41989.04.01)    | Incintă fortificată, anexe | sat Rodbav; comuna Șoarș     | 115 | sec. XV - XVIII                          |                       | Raportează eroare |
| BV-II-a-A-11768 (RAN: 40982.06)          | Ansamblul bisericii evanghelice fortificate                                                                                               | sat Rotbav; comuna Feldioara | Str. Progresului 82 45.83755°N 25.55742°E | sec. XIII - XVIII                        | Alte imagini          | Raportează eroare |
| BV-II-m-A-11768.01 (RAN: 40982.06.02)    | Biserica evanghelică | sat Rotbav; comuna Feldioara | Str. Progresului 82 | sec. XIII - XVIII                        |                       | Raportează eroare |
| BV-II-m-A-11768.02 (RAN: 40982.06.01)    | Incintă fortificată | sat Rotbav; comuna Feldioara | Str. Progresului 82 | sec. XV - XVI                            |                       | Raportează eroare |
| BV-IV-m-B-11920                          | Casa Nicolae Filipescu | oraș Rupea                   | Str. Republicii 105 | sec. XVIII                               | Alte imagini          | Raportează eroare |